# 1938 في رومانيا
فيما يلي قوائم الأحداث التي وقعت خلال عام 1938 في رومانيا.

## رياضة
- 21 أغسطس – دوري الدرجة الأولى الروماني 1937–38 الفائز نادي ريبنسيا تيميشوارا.

## مواليد

### يناير
- 1 يناير – افي شوارتز رسام إسرائيلي.
- 1 يناير – ميهاي نادين

### أكتوبر
- 8 أكتوبر – كونستانتين أبالوتا

### ديسمبر
- 24 ديسمبر – إيوان باربو لاعب كرة قدم.

## وفيات

### يناير
- 1 يناير – بابا أنوجكا (مواليد 1838) قاتلة متسلسلة.

### يوليو
- 25 يوليو – آرثر كوفمان (مواليد 1872) لاعب شطرنج نمساوي.

### أغسطس
- 29 أغسطس – بيلا كون (مواليد 1886)

### أكتوبر
- 27 أكتوبر – ألما غلاك (مواليد 1884) مغنية أمريكية.